# ملانی رابرتس
ملانی رابرتس (به انگلیسی: Melanie Roberts) ژیمناست زادهٔ ۱۳ مهٔ ۱۹۸۸ میلادی اهل کشور بریتانیا است.